# ویسنته تروئبا
ویسنته تروئبا (اسپانیایی: Vicente Trueba‎; ۱۶ اکتبر ۱۹۰۵ – ۱۰ نوامبر ۱۹۸۶) دوچرخه‌سوار اهل اسپانیا بود. وی در مسابقات تور دو فرانس شرکت کرده است.